# Alpaida trispinosa
Alpaida trispinosa là một loài nhện trong họ Araneidae.
Loài này thuộc chi Alpaida. Alpaida trispinosa được Eugen von Keyserling miêu tả năm 1892.